# لوشتیتسه
لوشتیتسه (به چکی: Loštice) یک منطقهٔ مسکونی و شهرستان دارای شهرک سابقاً روستا در جمهوری چک است که در ناحیه شومپرک واقع شده‌است. لوشتیتسه ۳٬۰۶۵ نفر جمعیت دارد.